# Bawolahusa
Bawolahusa is een bestuurslaag in het regentschap Nias Selatan van de provincie Noord-Sumatra, Indonesië. Bawolahusa telt 720 inwoners (volkstelling 2010).